# Créquy (Pas-de-Calais)
Créquy – miejscowość i gmina we Francji, w regionie Hauts-de-France, w departamencie Pas-de-Calais.
Według danych na rok 2010 gminę zamieszkiwało 489 osób, a gęstość zaludnienia wynosiła 24 osób/km².